# Bündheim
Bündheim [ˈbynt.haɪ̯m] (in älterer Schreibweise bis ins 19. Jahrhundert: Büntheim, Oker-Mundart: „Binten“) ist ein Ortsteil von Bad Harzburg im Landkreis Goslar (Niedersachsen). Es liegt etwa 1,5 km nordwestlich vom Kernbereich von Bad Harzburg und ist nahtlos mit diesem verbunden.
Die Ortschaft ist überregional für ihr Vollblutgestüt und ihre jährlich im Sportpark ausgetragenen Pferderennen bekannt. Das Schloss Bündheim diente einst als Sitz des Amtes Harzburg.

## Geografie
Bündheim liegt am unmittelbaren Nordrand des Harzes auf einer Höhe von durchschnittlich 226 m ü. NHN. Im Laufe des 19. und 20. Jahrhunderts ist der Ort nahtlos mit den Nachbarorten Bad Harzburg und Schlewecke zusammengewachsen, sodass eine eindeutige Trennung nur durch die Straßenzüge gegeben ist, die in Richtung Bad Harzburger Innenstadt einen auffälligen Bruch bilden, Richtung Schlewecke jedoch überhaupt nicht mehr ersichtlich ist. Der Ort wird von der Bleiche durchflossen, ein Nebenfluss der weiter östlich anliegenden Radau. Weitere kleine Nebenbäche wie der Füllenkuhlenbach ergänzen das hydrologische Bild.
Nach Schlewecke hin begrenzt der Scharenberg als Teil der Harznordrandverwerfung die Ortschaft, nach Osten hin der Zauberberg als westliche Abdachung des Butterbergs.
Geologisch nachgewiesen sind verschiedene Unterarten der Ammoniten auf Bündheimer Gebiet aus dem unteren Jura.

### Nachbarorte
| Harlingerode Schlewecke | Gut Radau Radauanger Mathildenhütte         | Bettingerode Westerode Quellesiedlung |
| Oker Göttingerode       | Kompassrose, die auf Nachbargemeinden zeigt | Bad Harzburg                          |
|                         |                                             | Bad Harzburg                          |

## Geschichte

### Namensgebung
Der Name Bündheim stammt vom althochdeutschen Wort biunda ab, worunter man ein herausgelöstes Privatgrundstück im Gegensatz zum Gemeindeeigentum verstand. Bündheim scheint somit in karolingischer Zeit aus der älteren Gemarkung Schlewecke herausgelöst worden zu sein. In die neuhochdeutsche Sprache kann man Bündheim in „Gutsdorf“ übersetzen.
Folgende Namen sind für Bündheim unter anderem überliefert:
- (1187: Behem) *
- 1251: Buntem
- 1353: Büntem
- 1459: Bünthem
- 19. Jhd.: Büntheim
- ca. 20. Jhd.: Bündheim

### Ortsgeschichte

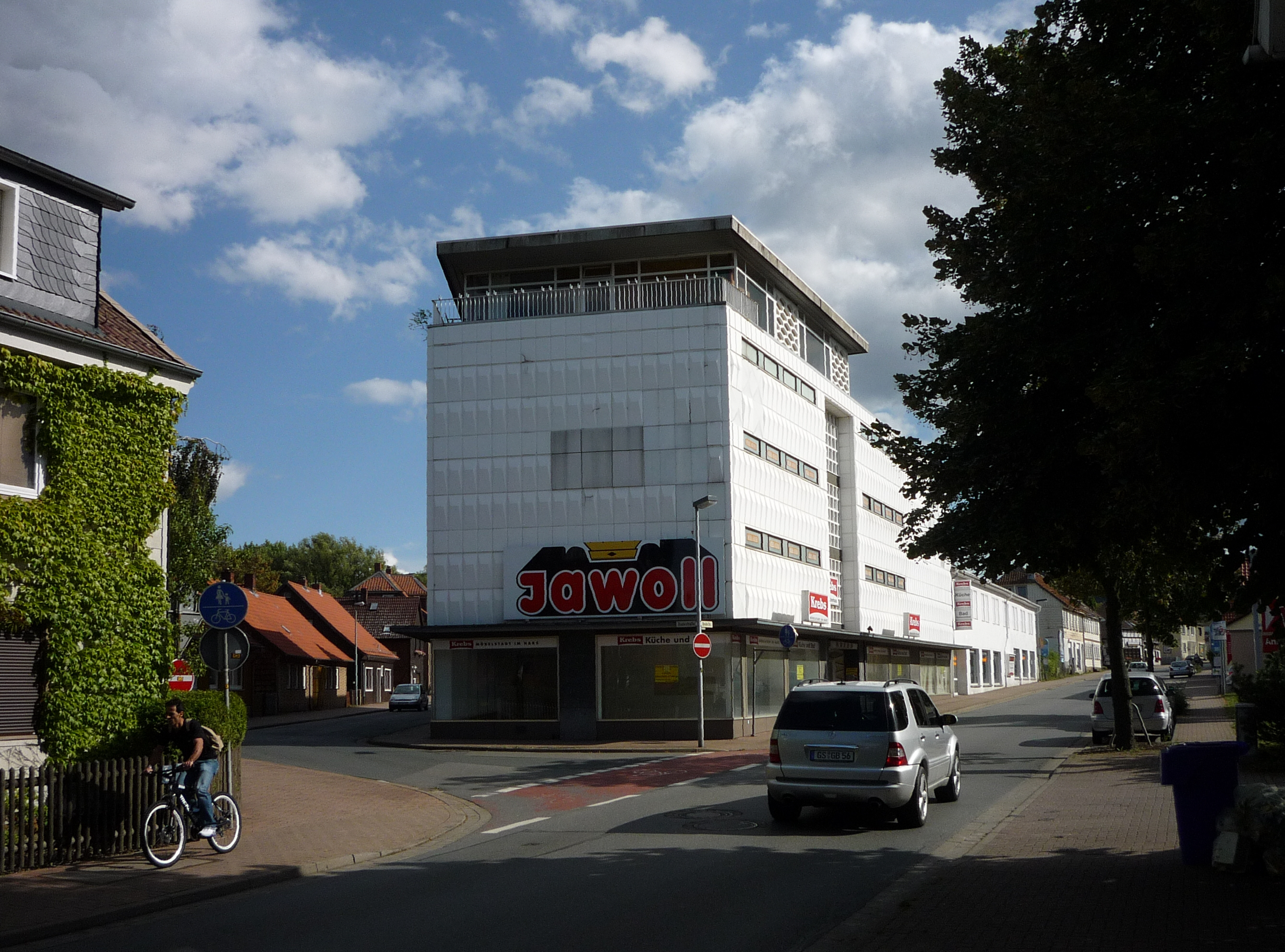
Ehemaliges Möbelhaus Krebs

Bündheim wurde erstmals 1251 urkundlich genannt. 1573 wurde die Amtsverwaltung von Herzog Julius zu Braunschweig-Wolfenbüttel von der Harzburg nach Bündheim verlegt und ein Amtshaus errichtet.
Im gleichen Jahr legte Herzog Julius auf der Grundlage eines älteren Schmelzhüttenbetriebes die Bündheimer Messinghütte an und verwendete den erstmals von dem herzoglichen Rat Erasmus Ebner nutzbar gemachten Ofenbruch (Hüttengalmei) als Zusatz zu dem verarbeiteten Mansfelder Kupfer.
Das ursprüngliche Amtshaus fiel 1626 im Dreißigjährigen Krieg den Soldaten Tillys zum Opfer. Das danach wiedererrichtete Amtshaus erwies sich als Fehlkonstruktion. Es wurde deshalb 1685 abgerissen und durch das heutige Schloss Bündheim ersetzt. Der Rittersaal des Schlosses wird heute für kulturelle Veranstaltungen und repräsentative Empfänge genutzt.
Unmittelbar an der Westseite des Schlosses schließt sich das ehemalige landesherrliche Vollblutgestüt Harzburg an, dessen Anfänge auf das 15. Jahrhundert zurückgehen. Für die bekanntesten Pferde des Gestüts, unter ihnen der berühmte Luciano, wurden im angrenzenden Schlosspark Gedenksteine aufgestellt.
Die in den 1860er Jahren eröffnete Grube Friederike wurde 1963 stillgelegt.
Zu einer Fusion der kulturell und geografisch bereits eng verwobenen Gemeinden Bündheim und Schlewecke kam es am 1. Januar 1963. Schließlich wurde Bündheim-Schlewecke am 1. Juli 1972 in die Stadt Bad Harzburg eingegliedert. Der Ort gelangte 1974 vom Landkreis Wolfenbüttel in den Landkreis Goslar.
Zwischen dem 1. Januar 1963 und dem 1. Juli 1972 wurde der Ort Schlewecke genannt. Dies war einem Kompromiss geschuldet, da das niedersächsische Ministerium Doppelnamen nicht gestattete und der Schlewecker Ortsrat Protest gegen den drohenden Namensverlust einlegte.
1983 wurde die Bundesstraße 6 im Ort im Zuge der weiter nördlich errichteten vierspurigen Trasse zur L 501 abgestuft.
Durch einen Großbrand wurde das bereits vorher verlassene und im desolaten Zustand befindliche Möbelhaus Krebs 2015 zerstört.

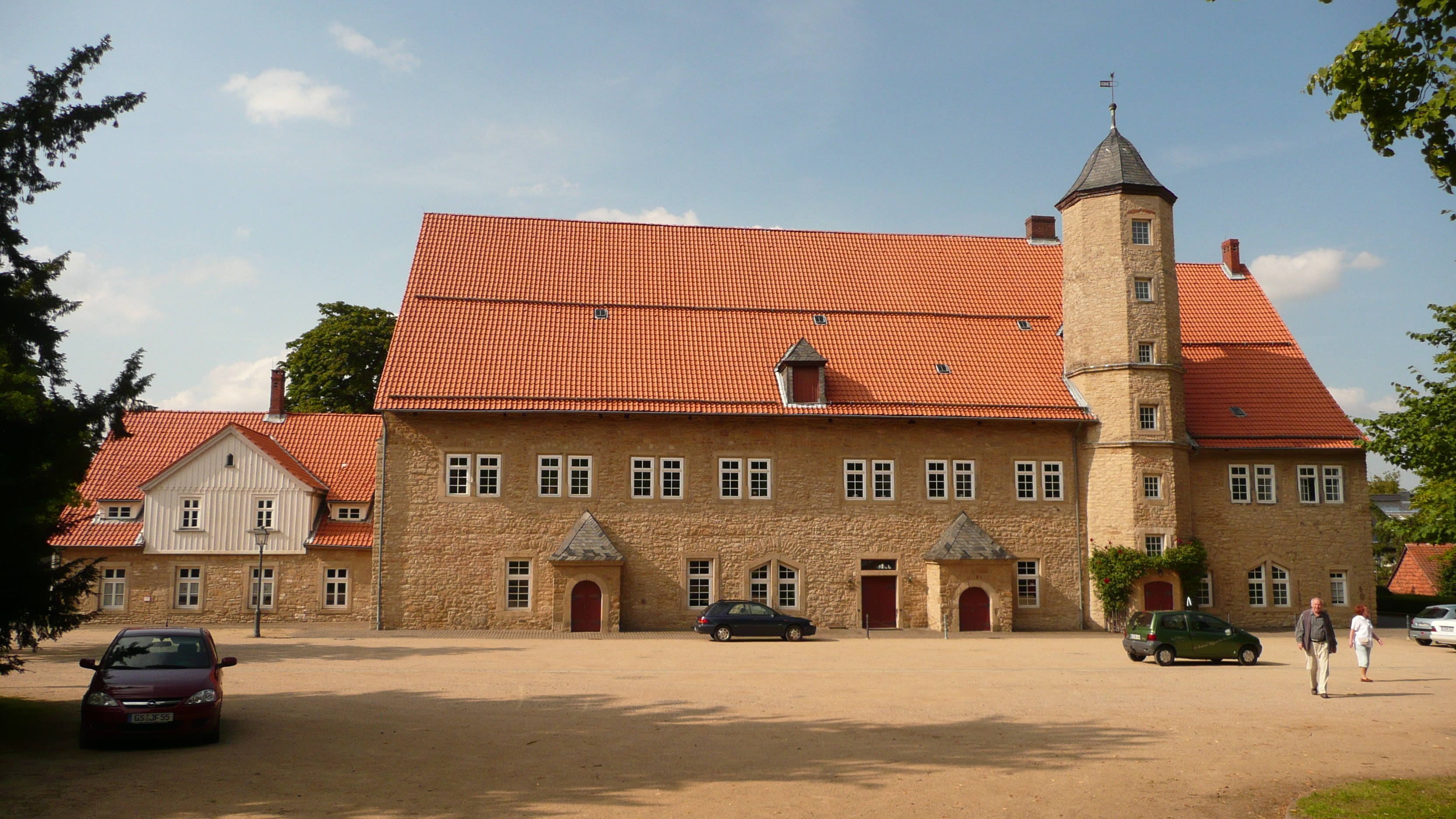
Schloss Bündheim (Südseite)
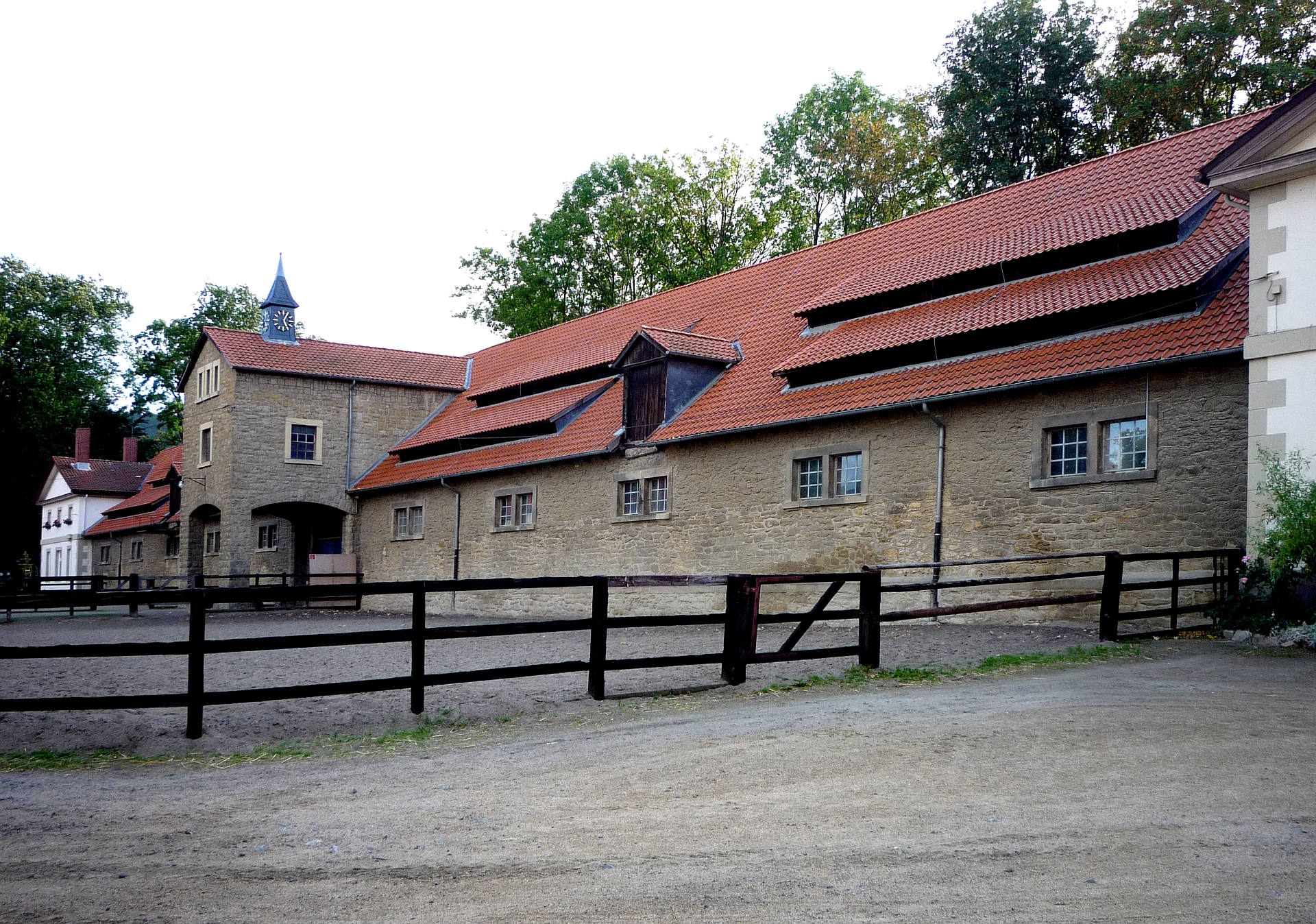
Gestüt Harzburg
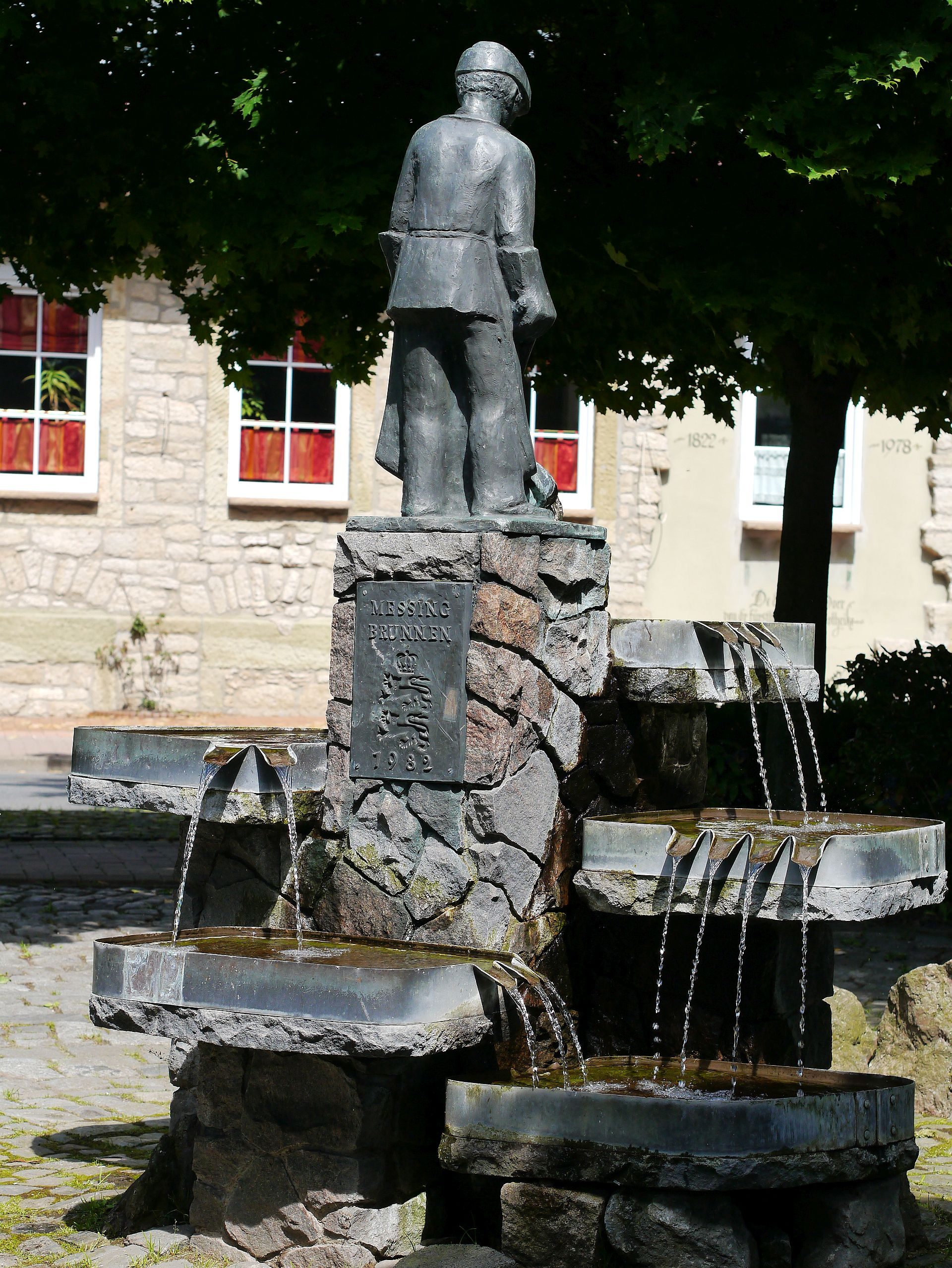
Messingbrunnen

### Wappen
In Rot über dreiästigem silbernem Schlehenzweig mit beiderseits je zwei goldenen Früchten zwei zugewendete, kämpfende, golden bewehrte silberne Hengste.
Bündheim ist Standort des Gestüts Harzburg.

### Bevölkerungsentwicklung
Waren im Jahre 1798 in einer Zählung des Amtes Harzburg in Bündheim nur 625 Einwohner sesshaft, so stieg die Einwohnerzahl bis zur Mitte des 20. Jahrhunderts an und war seitdem bis zum Jahr 2014 im Fallen begriffen. Seit diesem Jahr stieg die Einwohnerzahl um 95 von 5.167 Einwohnern (2014) auf 5.262 (2017).
| Bündheim – Bevölkerungsentwicklung seit 1798                                                                          | Bündheim – Bevölkerungsentwicklung seit 1798 | Bündheim – Bevölkerungsentwicklung seit 1798 | Bündheim – Bevölkerungsentwicklung seit 1798 | Bündheim – Bevölkerungsentwicklung seit 1798 | Bündheim – Bevölkerungsentwicklung seit 1798 | Bündheim – Bevölkerungsentwicklung seit 1798 |
| Entwicklung | Jahr | Einwohner                                    | Jahr                                         | Einwohner                                    | Jahr                                         | Einwohner                                    |
| --- | --- | -------------------------------------------- | -------------------------------------------- | -------------------------------------------- | -------------------------------------------- | -------------------------------------------- |
| Hier fehlt eine Grafik, die leider im Moment aus technischen Gründen nicht angezeigt werden kann. Wir arbeiten daran! | 1798 | 625                                          | 1997                                         | 8040                                         | 2017                                         | 5262                                         |
| Hier fehlt eine Grafik, die leider im Moment aus technischen Gründen nicht angezeigt werden kann. Wir arbeiten daran! | 1849 | 1116                                         | 2011                                         | 5213                                         | 2018                                         | 5225                                         |
| Hier fehlt eine Grafik, die leider im Moment aus technischen Gründen nicht angezeigt werden kann. Wir arbeiten daran! | 1871 | 1489                                         | 2012                                         | 5235                                         | 2019                                         | 5267                                         |
| Hier fehlt eine Grafik, die leider im Moment aus technischen Gründen nicht angezeigt werden kann. Wir arbeiten daran! | 1925 | 3048                                         | 2013                                         | 5182                                         | 2020                                         | 5204                                         |
| Hier fehlt eine Grafik, die leider im Moment aus technischen Gründen nicht angezeigt werden kann. Wir arbeiten daran! | 1933 | 3378                                         | 2014                                         | 5167                                         | 2021                                         | 5212                                         |
| Hier fehlt eine Grafik, die leider im Moment aus technischen Gründen nicht angezeigt werden kann. Wir arbeiten daran! | 1939 | 3519                                         | 2015                                         | 5195                                         | 0                                            | 0                                            |
| Hier fehlt eine Grafik, die leider im Moment aus technischen Gründen nicht angezeigt werden kann. Wir arbeiten daran! | 1963 | 7328*                                        | 2016                                         | 5251                                         | 0                                            | 0                                            |
| Hier fehlt eine Grafik, die leider im Moment aus technischen Gründen nicht angezeigt werden kann. Wir arbeiten daran! | Quelle: 1798, 1849 und 1871, 1925–1939, 1963, 1997, ab 2011, 2018 und 2019. Werte jeweils zum 31. Dezember des Jahres, 2016 und 2021 zum 30. Juni. 1963 und 1997 mit Schlewecke. |                                              |                                              |                                              |                                              |                                              |

## Wirtschaft und Infrastruktur

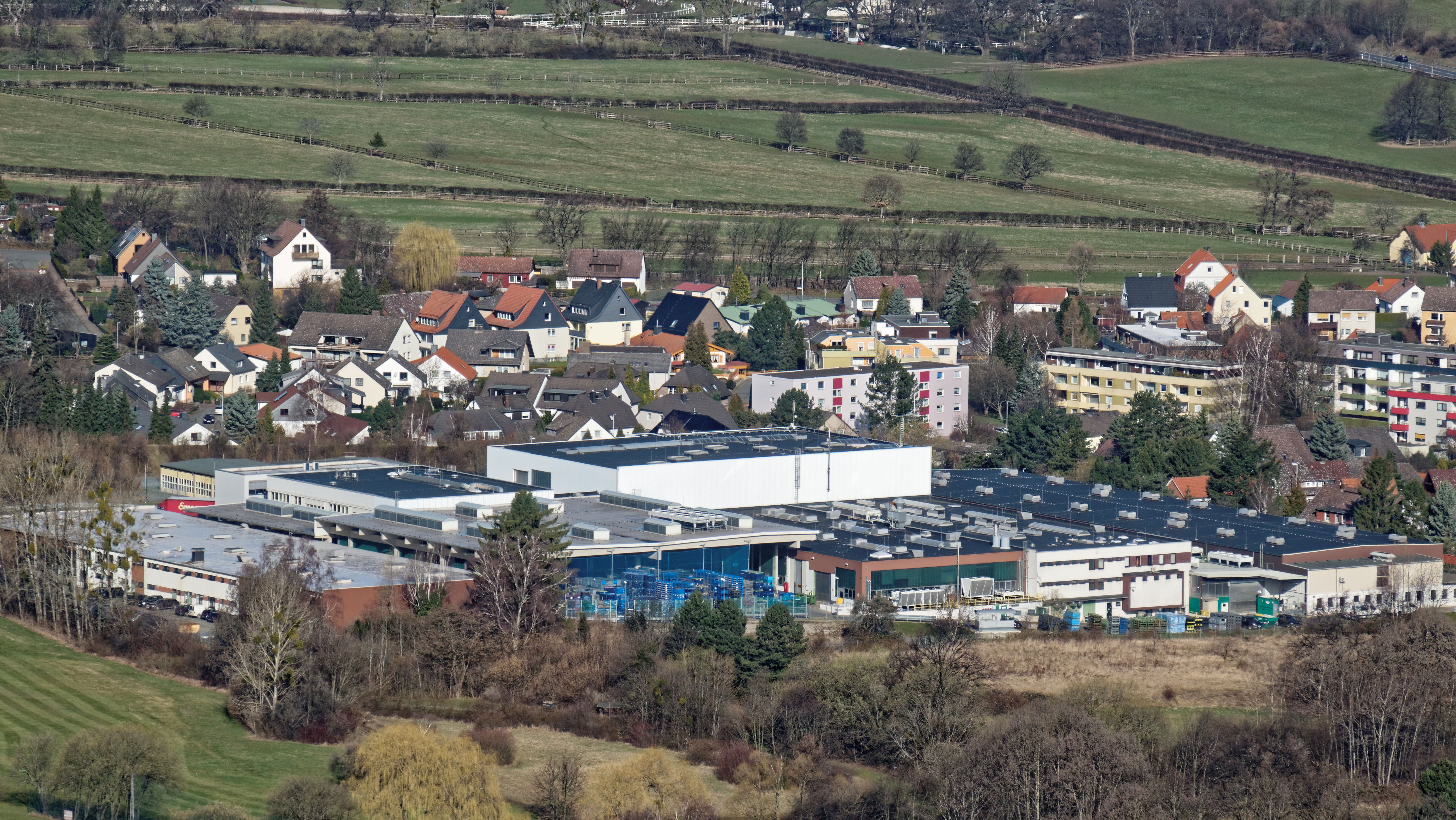
Niederlassung von Mann+Hummel auf der ehemaligen Grube Friederike

Bündheim ist als ehemaliges Holzfäller- und Bergarbeiterdorf heutzutage vorstädtisch geprägt. In den letzten Jahrzehnten wandte sich die Ortschaft stark dem Tourismus zu, so befindet sich in der Gemarkung mit dem Silberbornbad ein städtisches Hallen- und Freibad. Kulturell wertvoll ist die jahrhundertelange Tradition zur Pferdezucht, die mit jährlichen Pferderennen im Sportpark und dem Bündheimer Vollblutgestüt rege gepflegt wird.
Daneben ist die Ortschaft aber auch teilweise industriell entwickelt: Auf dem Gelände der ehemaligen Grube Friederike siedelte sich das Unternehmen Mann+Hummel an, zudem befinden sich in Bündheim mehrere Kfz-Meisterbetriebe.

### Verkehr

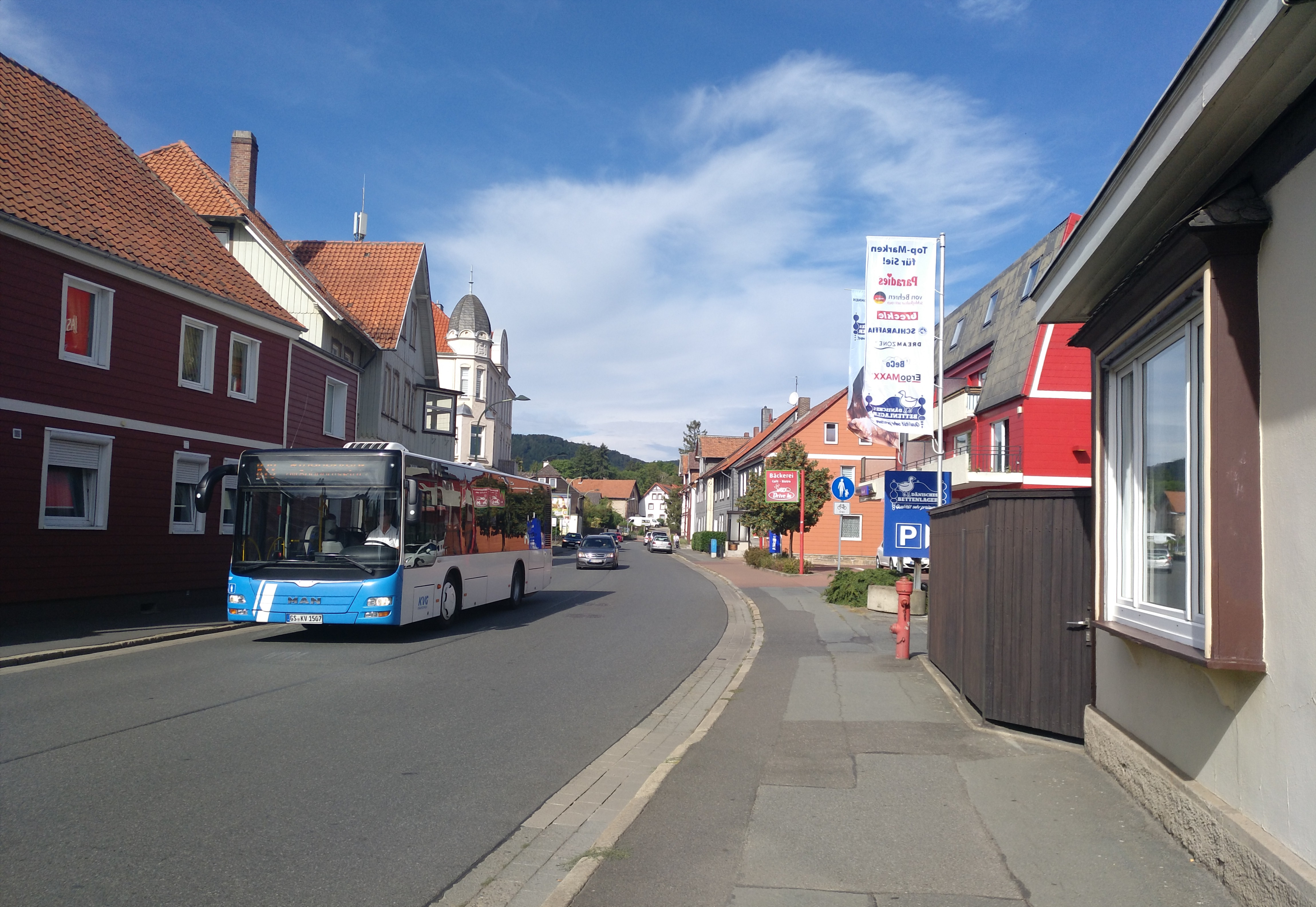
Dr.-Heinrich-Jasper-Straße (L 501) mit Bus der KVG Braunschweig, Linie 873

Durch Bündheim quert die L 501 (Dr.-Heinrich-Jasper-Straße), die von der Bundesstraße 498 in Goslar-Oker und Göttingerode nach Harzburg-Innenstadt führt. Von hier aus ist ein Anschluss an die vierspurige Bundesstraße 4 gegeben, die zur Bundesautobahn 369 und darüber zur Bundesautobahn 36 nach Braunschweig führt. Die K 70 (Breite Straße) setzt unmittelbar vor dem Bündheimer Schloss an und führt nach Norden in Richtung Schlewecke/Harlingerode und Westerode.
Die Buslinie 873 (KVG Braunschweig, Ringverkehr Bad Harzburg) erschließt Bündheim im Ringverkehr zusammen mit Schlewecke. Zudem führt die Buslinie 871 von Harlingerode aus durch Bündheim in die Innenstadt und die Buslinie 810 nach Göttingerode, Oker und Goslar.

### Freizeit und Sport

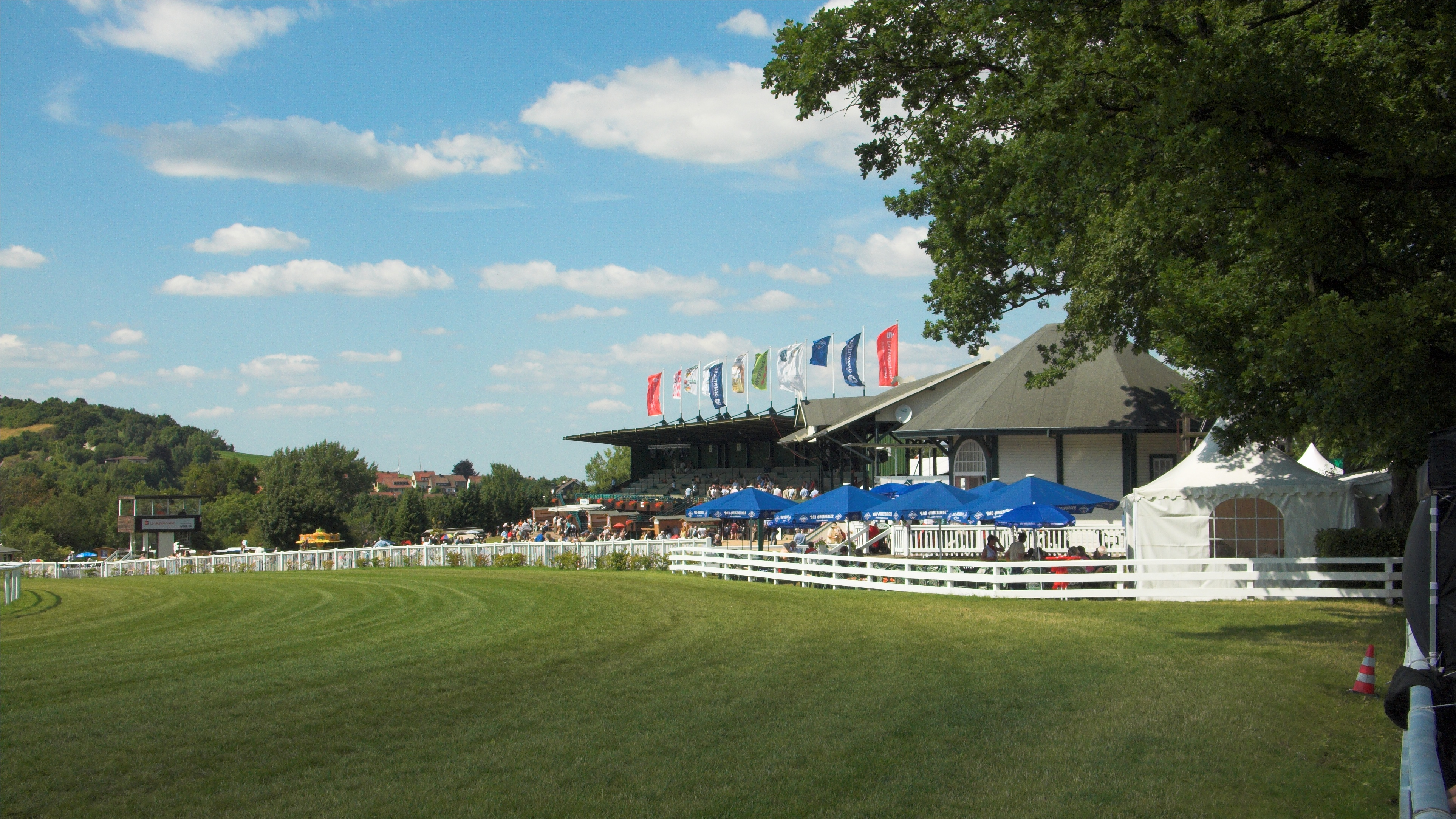
Galopprennbahn

Auf Bündheimer Boden befindet sich seit 1909 eine Galopprennbahn, auf der jedes Jahr im Juli die Bad Harzburger Galopprennwoche und andere Veranstaltungen nicht nur rund ums Pferd stattfinden. So unter anderen seit 2024 das Yellow Jockey Open Air.
Inmitten der Rennbahn liegt der im Sommer 2005 neu eingeweihte Sportpark mit dem neuen Klubhaus. Dort trägt die TSG Bad Harzburg ihre Fußball-Heimspiele aus. Dieser Verein entstand 1993 aus den beiden Klubs TSG Bündheim/Schlewecke und dem BSV Bad Harzburg.
An der Nordwestseite der Rennbahn befindet sich das Silberbornbad. Eigentlich ein Ganzjahresbad, ist es aus Kostengründen nur noch in den Sommermonaten geöffnet. Südlich und teilweise im Inneren der Rennbahn befindet sich ein Golfplatz mit 18 Löchern.
Seit 2007 findet an der Galopprennbahn der Bad Harzburger Bergmarathon statt, der von den regional bis international antretenden Läufern die Bewältigung einer Höhendifferenz von mehr als 300 m abverlangt.

### Bildung
An der Dr.-Heinrich-Jasper-Straße befindet sich die Grundschule Bündheim. Als einstiges Gemeinschaftsprojekt mit der Gemeinde Schlewecke wurde zudem die heutige Schule an der Deilich errichtet.
Im Ort befindet sich weiterhin der Kindergarten Bündheim. Seit Mai 2019 verfügt er über ein eigenes Gemüsebeet, das als Teil des Projekts „Gemüsebeete für Kids“ von Kindern und Erziehern gepflegt wird.

### Religion
In Bündheim befindet sich die historische evangelische St.-Andreas-Kirche, sie gehört zur Propstei Bad Harzburg. 1880 wurde die katholische St.-Gregor VII.-Kirche erbaut, sie gehört heute zur Pfarrgemeinde Liebfrauen in Bad Harzburg.
Pfarrer an der St.-Gregor-Kirche war ab 1934 Christoph Hackethal. Als im Krieg polnische und französische Zwangsarbeiter auch nach Bündheim kamen, missachtete er deren vorgeschriebene Absonderung und äußerte sich privat und im Gottesdienst negativ über den Krieg und das Regime. 1941 wurde er von der Gestapo verhaftet und starb im Jahr darauf in Dachau an den Folgen der Misshandlungen im KZ.

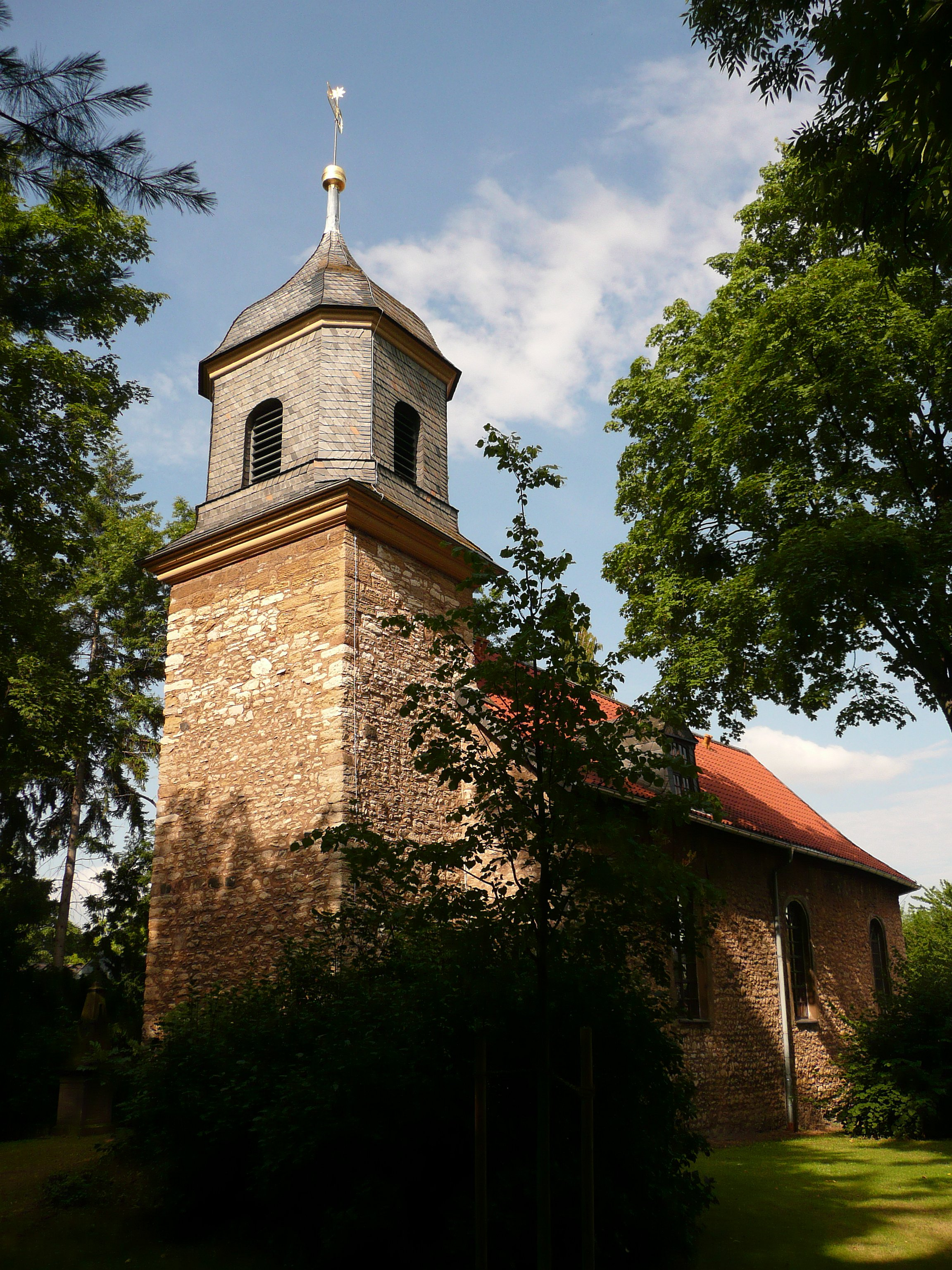
St.-Andreas-Kirche
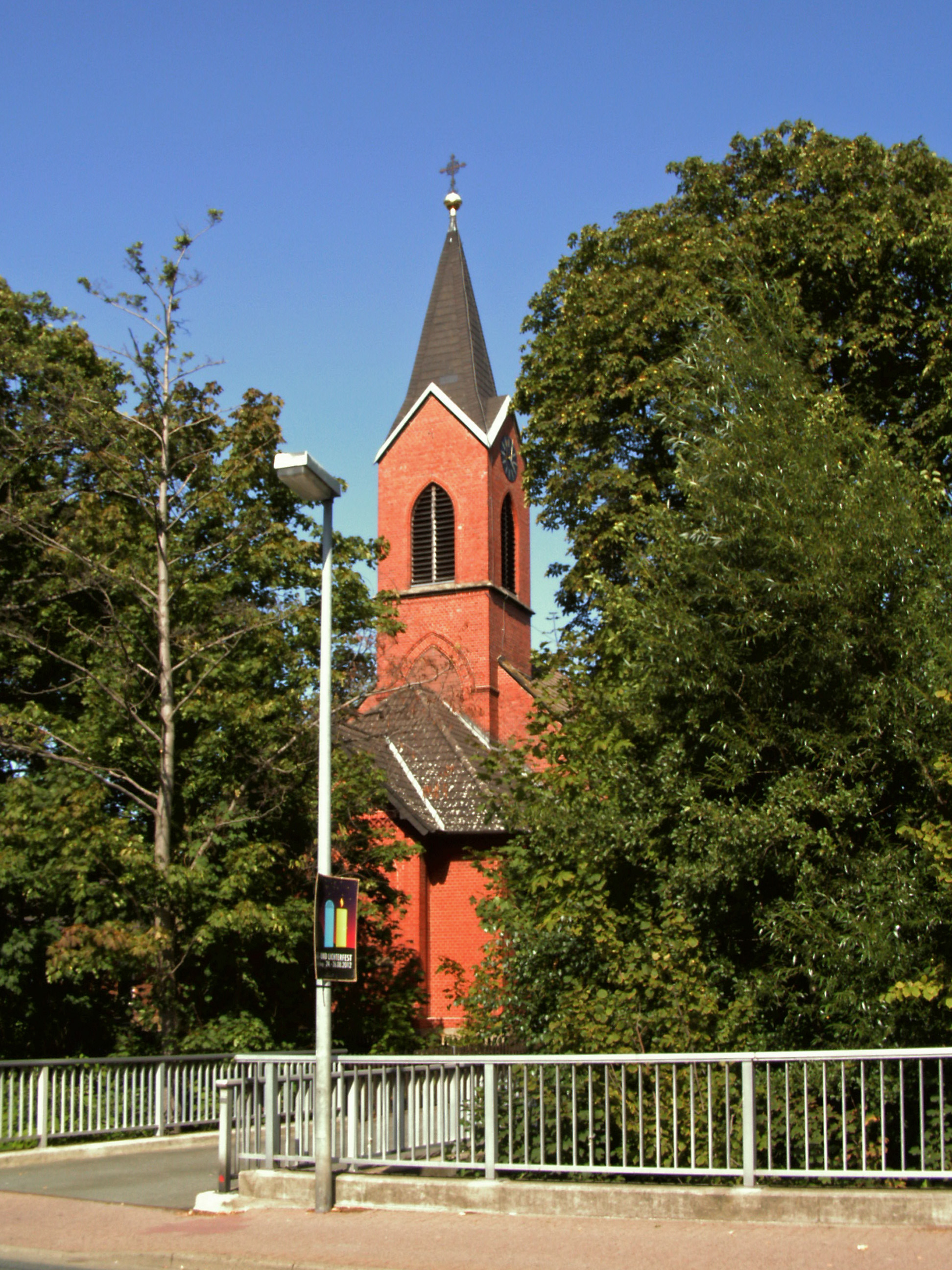
St. Gregor VII.

## Persönlichkeiten
- Carl Haber (1842–1895), Mitbegründer des Konsumvereins, der Kreditgenossenschaft und der Großeinkaufs-Gesellschaft Deutscher Consumvereine m.b.H. (GEG) Hamburg
- Theodor Kramer (1899–1980), katholischer Geistlicher, Domkapitular, Historiker und Archivar
- Klaus Homann (1937–2004), Politiker (SPD) und ehemaliger Bürgermeister von Bad Harzburg